# NGC 2185
NGC 2185 è una nebulosa a riflessione visibile nella costellazione dell'Unicorno; costituisce un unico sistema nebuloso con NGC 2183.
Si individua a circa 1,5° ad ovest della stella γ Monocerotis, una gigante arancione di magnitudine 3,99 ben visibile anche ad occhio nudo; può essere osservata e fotografata attraverso un telescopio amatoriale di media potenza, in cui si mostra come un piccolo raggruppamento di nebulose apparentemente separate fra di loro e illuminate da alcune stelle di nona e decima magnitudine, al punto che la nube è stata catalogata come due oggetti separati: NGC 2185, la parte centro-orientale, e NGC 2183, la sezione nordoccidentale. La stella dominante, nonché la principale responsabile dell'illuminazione della sezione occidentale, è GSC 4795 829, una stella azzurra di classe spettrale B e di magnitudine 9,18; le stelle immerse nella sezione orientale (NGC 2185) sono meno appariscenti, ma anch'esse della medesima classe, fra le quali spicca BD-06 1440. Tutte queste stelle conferiscono alla nube un colore marcatamente azzurrognolo e fanno parte dell'associazione Monoceros R2, un'associazione OB legata all'omonima nube molecolare, posta a circa 830 parsec (2700 anni luce). Il centro di questa nube molecolare si trova circa 1,5° ad ovest, in coincidenza delle nebulose NGC 2170, vdB 68 e vdB 69.
La zona centrale della nube Monoceros R2 ospita dei fenomeni di formazione stellare, come è testimoniato dalla presenza di diverse protostelle facenti parte di un giovane ammasso in formazione, numerosi getti di gas molecolare e discrete sorgenti di radiazione infrarossa e raggi X. Le stelle dell'associazione Mon R2 sono nate circa 6 milioni di anni fa, quando ha avuto luogo il primo ciclo di formazione stellare che ha interessato la regione; ad innescarla sarebbe stata una superbolla in espansione del diametro di alcune centinaia di parsec.